# Valerie Gruest
Valerie Gruest Slowing, född 14 mars 1999, är en guatemalansk simmare. Hennes mor, Karen Slowing-Aceituno, simmade vid olympiska sommarspelen 1984 i Los Angeles.
Gruest tävlade i två grenar för Guatemala vid olympiska sommarspelen 2016 i Rio de Janeiro, där hon blev utslagen i försöksheatet på både 400 och 800 meter frisim.